# Орденов, Геннадий Иванович
Геннадий Иванович Орденов (род. 4 сентября 1957) — российский политик, сенатор Российской Федерации от Думы Астраханской области в Совете Федерации России (с 2016), член Комитета Совета Федерации по аграрно-продовольственной политике и природопользованию.
Находится под персональными международными санкциями 27 стран ЕС, Великобритании, США, Канады, Швейцарии, Австралии, Украины, Новой Зеландии.

## Биография
Геннадий Орденов родился 4 сентября 1957 года в посёлке Калиновка Хобдинского района, Актюбинской области, что в Казахстане. Получил высшее образование в Московском институте нефтехимической и газовой промышленности им. И. М. Губкина. Начал трудовую деятельность в 1976 году оператором газокаротажного отряда.
До обучения в высшем учебном заведение, в 1974 году окончил среднюю школу № 469 города Актюбинска и поступил в ГПТУ № 100 геологов на специальность наладчика геофизической аппаратуры.
В 1987 году назначили на должность начальника каротажного отряда в Ильинской геологоразведочной экспедиции, затем занимал пост ведущего геофизика.
С 1996 по 2003 года трудился в должности главы муниципального образования «Рабочий поселок Ильинка» Астраханской области.
С 2003 по 2005 годы работает в администрации Астраханской области.
С 2005 по 2008 года являлся первым заместителем министра в Министерстве по ТЭК и природных ресурсов Астраханской области. Позднее назначен заместителем генерального директора по общим вопросам ООО «ЛУКОЙЛ-Нижневолжскнефть».
С декабря 2011 года избран депутатом Думы Астраханской области V созыва. Занимал должность Первого заместителя председателя комитета Думы Астраханской области по местному самоуправлению, входил в состав комитета по аграрно-продовольственной политике, природопользованию и экологии.
Председатель попечительского совета (с 2016 г.), почетный профессор (2018) Астраханского государственного технического университета.
Представительным органом Астраханской области Геннадий Орденов делегирован в Совет Федерации. Наделен полномочиями с 26 сентября 2016 года. Входит в Комитет СФ по аграрно-продовольственной политике и природопользованию.

## Международные санкции
9 марта 2022 года, на фоне вторжения России на Украину, внесён в санкционный список всех стран Европейского союза так как он голосовал за ратификацию договоров о дружбе с самопровозглашёнными ЛНР и ДНР.
24 марта 2022 года внесён в санкционный список Канады «соратников режима» за «содействие в нарушения суверенитета и территориальной целостности Украины»
30 сентября 2022 года внесён санкционный список Соединенных Штатов Америки «за аннексию Путиным регионов Украины» и одобрения закона о фейках. Государственный департамент отмечает что сенаторы «проголосовали за одобрение просьбы Путина о вводе войск в Украину, что послужило неоправданным предлогом для полномасштабного вторжения России в Украину».
По аналогичным основаниям, с 15 марта 2022 года находится под санкциями Великобритании. С 16 марта 2022 года находится под санкциями Швейцарии. С 21 апреля 2022 года находится под санкциями Австралии. Указом президента Украины Владимира Зеленского от 7 сентября 2022 находится под санкциями Украины. С 3 мая 2022 года находится под санкциями Новой Зеландии.

## Награды
Награждён:
- Медаль ордена «За заслуги перед Отечеством» II степени (27 февраля 2020) — за большой вклад в развитие парламентаризма и активную законотворческую деятельность[13].
- Почетной грамотой Губернатора Астраханской области,
- Почетной грамотой Думы Астраханской области.